# 田島氷川社
田島氷川社（たじまひかわしゃ）は、埼玉県さいたま市桜区の神社。

## 歴史
創建年代は不明である。
同区西堀の西堀氷川神社のことを「上の宮」と称していたのに対し、当社は「下の宮」と称していた。
境内に入ると、極端に狭い橋が架かっている。これは「馬上咎め」といい、乗馬したまま橋を渡ろうとすると、何故か落馬したり蹄が割れたりするので、馬が渡れないように狭くしたのだという。
毎年3回、「田島の獅子舞」と呼ばれる獅子舞が奉納される。輪王寺宮の台覧の栄に浴したこともあった。旧浦和市が無形文化財に指定した後、しばらく中絶していたが、1981年（昭和56年）に復活した。

## 文化財
- 田島の獅子舞（さいたま市指定無形文化財 昭和33年3月31日指定）[3]

## 交通アクセス
- 中浦和駅より徒歩11分。